# Прилеп у Народноослободилачкој борби
Прилеп је током Другог светског рата био је важан центар Народноослободилачког покрета у Македонији. Овде је 11. октобра 1941. године нападом на бугарску жандарску станицу отпочео масовни оружани устанак у окупираној Македонији против немачко-италијанских снага и квислиншких јединица Албаније и Бугарске. Прво ослобођење од стране македонских јединица НОВЈ Прилеп је доживео 11. септембра 1944. године, али само на десет дана. Град је коначно ослобођен 2. новембра 1944. године.

## Припреме за оружани устанак
Неколико дана након окупације Југославије 1941. године, прилепска организација КПЈ оценила је да фашистичка окупација Македоније значи „још горе ропство“ за македонски народ, те да је куцнуо час за дизање оружаног устанка.
Прилепска партијска организација остала је на званичној линији Централног комитета КПЈ о дизању устанка у целој земљи, у време када је тадашњи секретар Покрајинског комитета КПЈ за Македонију, Методије Шаторов, проводио сопствену политику, односно одгађао припреме за устанак и ПК КПЈ за Македонију прикључио Бугарској радничкој партији (комуниста). Организација КПЈ у Прилепу је, упркос Шаторовљевим наредбама, почела да прикупља оружје, бојкотовала манифестације и акције окупационих снага.
На дан немачког напада на СССР 22. јуна 1941, у Прилепу је одржано саветовање КПЈ на коме је формиран месни војни штаб. Средином августа 1941. једна група чланова КПЈ извршила је минирање великог тунела код села Богомила на железничкој прузи Прилеп–Велес. Извршавајући овај задатак, они су притом убили и првог непријатељског војника. Месец дана касније, формирана је и прва партизанска група која се упутила у оближње планине. У међувремену је, реакцијом Коминтерне, Шаторов смењен са функције секретара ПК КПЈ за Македонију и изабрано ново руководство на челу с Лазаром Колишевским, које је интензивно започело с припремама за дизање оружаног устанка.

## Почетак устанка и развој борбе
Почетак оружаног устанка означио је напад партизанских група на Прилеп 11. октобра 1941. године, када је 60 прилепских комуниста и скојеваца извршило успешно планиран напад на добро утврђен и брањен Прилеп. Нападнута је жандармеријска станица „Учесток“ у центру града, затвор, прекинуте телефонске везе и остало. Одмах после овог напада, бугарска војска и полиција блокирале су и претресле све куће у граду и ухапсиле више од хиљаду грађана.
Дана 23. октобра 1941. године, прилепски партизански одред који је извршио успешну акцију у граду добио је име „Гоце Делчев“, чиме је симболично био изражен продужетак револуционарне борбе македонског народа у новим условима.
Одред „Гоце Делчев“ стигао је 8. новембра у село Царевић, прво село у Македонији у које су ушли партизани. На великом митингу сељацима су били објашњени циљеви и задаци Народноослободилачког покрета. На тај начин село представља прву ослобођену територију у Македонији.
За то време, у Прилепу је од 9. до 12. новембра 1941. године, успешно је изведен штрајк ученика у прилепској гимназији. Под руководством организације СКОЈ-а, ученици су организовано пружали отпор мерама које је предузимала управа школе (упис у омладинскму фашистичку организацију „Браник“, повећана школарина, денационализаторска политика).

## Развој борбе током 1942. године
Неке од најзначајнијих акција у рејону Прилепа током 1942. године биле су:
- формирање партизанског одреда „Димитар Влахов“ 16. маја, у чијем је саставу било 55 бораца који су успешно извели бројне акције.
- 7. августа изведена је диверзантска акција у кругу Института за дуван.
- 13. августа нападнута је зграда општине у селу Плетвар, одржан велики митинг и извршена пресуда над шест бугарских војника
- 22. августа успешно је извршен напад на село Лагово, у непосредној близини Прилепа
- од 13. до 19. септембра 1942. године вођене су жестоке борбе са бугарским фашистичким снагама на Мукосу, после којих је бугарска власт извршила масовна хапшења у граду и по селима. Многобројни затвореници били су мучени, а 19. септембра у близини прилепске касарне стрељано је 19 антифашиста и родољуба. Више стотина становника Прилепа било је интернирано у концентрационе логоре у Бугарској.

## НОБ од 1943. године до ослобођења Прилепа
Августа месеца 1943. године, партизански одреди у Македонији почели су да прерастају у велике војне регуларне јединице. На планини Славеј био је формиран батаљон „Мирче Ацев“ у чијем је саставу било највише становника из Прилепа и околице. Ово је била прва регуларна јединица унутар новоформиране Народноослободилачке војске и партизанских одреда Македоније (НОВ и ПОМ).
Дана 2. августа 1943. формирана је Пета македонска (прилепска) ударна бригада, која је бројала 758 бораца. Ова бригада учествовала је у коначном ослобођењу Прилепа, Битоља, Ресана, Охрида и Струге. У саставу 42. и 48. македонске дивизије, Прилепчани су учествовали и у ослобођењу остатка југословенске територије, до Трста и Марибора.
Прилеп је био двапут ослобађан. После жестоких борби 9. септембра 1944. пало је и последње непријатељско упориште у граду. Међутим, град је био ослобођен само десетак дана, јер су га 21. септембра поновно окупирале надмоћније и опремљеније немачке снаге.
У току завршних борби за ослобођење Македоније, борци Пете македонске ударне бригаде ушли су у поподневним часовима 2. новембра 1944. у ослобођени Прилеп на чијим им је улицама био приређен свечан дочек од становника града.

## Прилеп - град херој
Прилеп је у ратно време имао око 25.000 становника. Сваки трећи, односно њих 8.000 учествовало је у Народноослободилачкој борби (2.700 са пушком у руци, 150 носилаца партизанске споменице 1941. и 15 народних хероја).
Председник СФРЈ, Јосип Броз Тито, уручио је Орден народног хероја граду 7. маја 1975. године.

## Истакнуте личности НОП-а и народни хероји Прилепа
| - Методије Андонов Ченто - Вера Ацева - Мирче Ацев - Трајко Бошкоски Тарцан - Борко Велевски - Круме Волнаровски - Киро Гаврилоски - Ђоре Дамевски | - Атанас Забазновски - Илија Јовановски Цветан - Кузман Јосифовски Питу - Мице Козароски - Рампо Левков - Ангел Мојсовски - Сотир Сотироски - Димитар Стојанов | - Благоје Талески - Борко Талески - Борко Темелковски - Митко Цветаноски - Васка Циривири - Вера Циривири Трена - Крсте Црвенковски - Јордан Чопела |